# むねもっち
むねもっちは、かつてSMA NEET Projectに所属していたお笑いコンビ。
2009年結成、2016年解散。

## メンバー
- むね
  - かつてはメンチと共に「中央塗装」のメンバーとして活動した。
  - 趣味は買物、特技は水周りの掃除。

- もっち（本名：平本 雄一郎（ひらもと ゆういちろう）、1978年12月14日 - ）
  - 身長：170cm、体重62kg。
  - 愛媛県新居浜市出身。
  - かつては池田智明と共に「有刺鉄線」のメンバーとして活動した。
  - 趣味は海水浴、特技は瓦割り。

## 概要
- ハッピーエンド田中とキラッキラーズ渡辺とお先にどうぞ永島とも親交が深くユニット「スーパー5 - ウェイバックマシン（2016年3月4日アーカイブ分）」としても活動している。
- 更にお先にどうぞの永島とは「三つ葉のクローバー」としても活動している。

## 出演
- エンタの天使(日本テレビ)-「三つ葉のクローバー」として出演。キャッチコピーは「やくくそ台無しBros.（ブラザーズ）」
- 爆笑オンエアバトル（NHK総合テレビ）

むねは「中央塗装」時代の2008年9月11日に出場。戦績0勝1敗
もっちは「有刺鉄線」時代に3回出場（2006年10月6日初出場）。戦績2勝1敗 最高469KB
- お笑い図鑑 ハマヌキ（テレビ神奈川）- もっちのみ
- キャラ☆キング（テレビ朝日制作、東京MXテレビ 他）- もっちのみ